# Самад (кратер)
Самад (лат. и англ. Samad) — 15-километровый ударный кратер на Энцеладе, спутнике Сатурна. Был обнаружен в 1981 году на снимках космического аппарата «Вояджер-2», а позже детально снят зондом «Кассини». Назван в честь шейха Абд-ас-Самада, который ведёт в горы Мусу и Талиба в «Повести о медном городе» из сборника арабских народных сказок «Тысяча и одна ночь». Это название было утверждено Международным астрономическим союзом в 1982 году.
Координаты центра кратера Самад — 61°41′ с. ш. 1°14′ з. д. / 61,69° с. ш. 1,23° з. д. К западу от него находятся крупные кратеры Аладдин и Али-Баба, к северо-западу — меньшие кратеры Зайнаб и Муса, к юго-востоку — кратер Джюльнара. Восточнее Самада тянутся рытвины Самарканд.
Самад имеет довольно правильную чашеобразную форму. На его дне встречаются меньшие кратеры. Явных признаков воздействия тектонических процессов (коснувшихся многих кратеров Энцелада) у него не видно. Впрочем, возможно, что этому мешает невысокое разрешение имеющихся снимков. Нет у него и куполообразной центральной возвышенности, образующейся при релаксации поверхности. Признаки релаксации характерны для больших кратеров, но встречаются и у некоторых кратеров, близких по размеру к Самаду (таких как Далила и Ахмад).